# Squelette (théorie des catégories)
Pour les articles homonymes, voir Squelette (homonymie).
En mathématiques, un squelette d'une catégorie est une sous-catégorie qui, grosso modo, ne contient pas d'objets superflus, dans le sens où de deux objets isomorphes, l'un d'eux est superflu. Dans un certain sens, le squelette d'une catégorie est la plus petite catégorie équivalente qui prend en compte toutes les propriétés catégoriques. En fait, deux catégories sont équivalentes si et seulement si elles ont des squelettes isomorphes. Une catégorie est dite squelettique si des objets isomorphes sont nécessairement identiques.

## Définition
Un squelette d'une catégorie C est une catégorie équivalente D, dans laquelle il n'y a pas d'objets distincts isomorphes. Elle est généralement considérée comme une sous-catégorie. Explicitement, un squelette de C est une catégorie D telle que :
- D est une sous-catégorie de C : chaque objet de D est un objet de C

{\displaystyle \mathrm {Ob} (D)\subseteq \mathrm {Ob} (C),}
pour chaque paire d'objets d1 et d2 de D, les morphismes de D sont des morphismes dans C, c'est-à-dire
{\displaystyle \mathrm {Hom} _{D}(d_{1},d_{2})\subseteq \mathrm {Hom} _{C}(d_{1},d_{2})}
et les identités et les compositions D sont les restrictions de celles dans C.
- L'inclusion de D dans C est pleine, ce qui signifie que pour chaque paire d'objets de d1 et d2 de D, l'inclusion de sous-ensembles ci-dessus est renforcée à une égalité :

{\displaystyle \mathrm {Hom} _{D}(d_{1},d_{2})=\mathrm {Hom} _{C}(d_{1},d_{2}).}
- L'inclusion de D dans C est essentiellement surjective : chaque objet de C est isomorphe à un objet de D.
- D est squelettique : il n'y a pas d'objets distincts isomorphes dans D.

## Existence et unicité
Toute petite catégorie a un squelette. Plus généralement, toute catégorie accessible (en) a un squelette (ceci est équivalent à l'axiome du choix). De plus, bien qu'une catégorie puisse avoir de nombreux squelettes, deux catégories squelettiques équivalentes sont isomorphes, si bien qu'à isomorphisme de catégories près, il n'y a qu'un squelette par classe d'équivalence de catégories.

## Exemples
- La catégorie Ens des ensembles a comme squelette la sous-catégorie des nombres cardinaux (les ordinaux initiaux).
- La catégorie des espaces vectoriels de dimension finie sur un corps k a comme squelette la sous-catégorie constituée de toutes les puissances kn, où n est tout nombre entier positif ; les morphismes km → kn sont exactement les matrices de taille n×m à coefficients dans k.
- FinSet (en), la catégorie de tous les ensembles finis, a comme squelette FinOrd, la petite catégorie ω des ordinaux finis.
- La catégorie des ensembles bien ordonnés a comme un squelette la sous-catégorie des ordinaux.
- Un préordre — vu comme une petite catégorie dans laquelle chaque ensemble {\displaystyle \mathrm {Hom} (A,B)} est un singleton ou vide — a comme squelette un ordre.